# Ryūji Takahashi
Ryūji Takahashi (jap. 高橋 竜二, Takahashi Ryūji; * 25. Februar 1974 in Sapporo, Hokkaidō) ist ein ehemaliger japanischer Skispringer.
Takahashi sprang zwischen 1994 und 2000 im Skisprung-Continental-Cup. Dabei konnte er sich jedoch zu keiner Zeit durchsetzen. In der Saison 1997/98 erreichte er dabei mt Platz 55 seine höchste Platzierung in der Continental-Cup-Gesamtwertung. Am 5. Februar 1998 bestritt er daraufhin seinen ersten und einzigen Weltcup. Dabei erreichte er mit Platz 13 von der Großschanze in Sapporo seine ersten und einzigen Weltcup-Punkte. Mit diesen Punkten errang er am Ende der Saison 1997/98 den 73. Platz in der Weltcup-Gesamtwertung. Nach zwei weiteren erfolglosen Jahren im Continental Cup beendete er 2000 seine aktive Skisprungkarriere.